# بيلة سكرية
بيلة سُكرية أو بول سُكري أو بيلة غلوكوزية أو تَحَلوُن البَول (بالإنجليزية: Glycosuria)‏ أو (بالإنجليزية: glucosuria)‏ هوَ طَرح (إخراج) الجلوكوز في البول. عادةً لا يحتوي البول على جلوكوز؛ وذلك لأنَّ الكلى تعمل على إعادة امتصاص جميع الجلوكوز الذي تمت تصفيته في الوحدة الأنبوبية الكلوية إلى مجرى الدم، وغالباً ما تحدث البيلة السُكرية نتيجة ارتفاع مستوى سكر الدم بشكل غير طبيعي، والذي يحدث غالباً نتيجةً لِمرض السُكري غير المُعالج. نادراً ما يكون سبب هذه الحالة مشكلة داخلية في إعادة امتصاص السُكر في الدم (مثل متلازمة فانكوني) والحالة الناتجة تسمى بيلة سكرية كلوية. البيلة السكرية تؤدي إلى طَرح الماء الزائد في البول مما يؤدي إلى حدوث جفاف، والعملية الحاصلة تُسمى إدرار البول التناضُحي.

## الفيزيولوجيا المرضية
يتم تصفية الدم بواسطة عدد كبير من الوحدات الأنبوبية الكلوية. في كل وحدة أنبوبية يتدفق الدم بواسطة الشُرينات إلى الكُبَيبَة (مجموعة من الشعيرات الدموية المسربة) المُحاطة بمحفظة بومان والتي تعمل على جمع السائل الراشح. يحتوي السائل الراشح على المخلفات (مثل اليوريا) وَالكهرل (مِثل الصوديوم، البوتاسيوم، الكلوريد)، ويحتوي أيضاً على الأحماض الأمينية وَالجلوكوز. يَمُر السائل الراشح في الأنابيب الكلوية، وفي الجزء الأول من الأنابيب (النبيب الكلوي القريب) تتم إعادة امتصاص الجلوكوز من السائل الراشح عبر الخلايا الطلائية إلى مجرى الدم، ويمكن للنبيب الكلوي القريب امتصاص كمية محدودة من الجلوكوز، وبالتالي عند زيادة مستوى السكر في الدم عن 160-180 ملغ/دسل فَإنَّ النبيب لا يستطيع إعادة امتصاص كمية الجلوكوز الزائدة بالتالي تُطرح في البول.
تسمى هذه النقطة العتبية الكلوية الغلوكوزية، بعض الأشخاص وخصوصاً الأطفال والنساء الحوامل تكون لديهم هذه النقطة ذات قيمة مُنخفضة (أقل من ~7 مليمول/لتر غلوكوز في الدم يؤدي لحدوث بيلة سكرية).
| دلالة شريط البول | التركيز التقريبي في بلازما الدم |
| ---------------- | ------------------------------- |
| أثر ضئيل         | 100ملغ/دسل                      |
| 1+               | 250ملغ/دسل                      |
| 2+               | 500ملغ/دسل                      |
| 3+               | 1000ملغ/دسل                     |
| 4+               | 2000ملغ/دسل                     |

إذا كانت العتبية الكلوية الغلوكوزية منخفضة بحيث تحدث البيلة السكرية أثناء مستوى سكر الدم الطبيعي فإنه يُشار إلى الحالة بأنها بيلة سكرية كلوية.
يمكن الكشف عن السُكر في الدم بواسطة اختبار بنيديكت.

## أدوية المسببة للبيلة السكرية
يُمكن إحداث (حث حُدوث) البيلة السُكرية علاجياً لِعلاج سكري النوع الثاني بواسطة مُثبطات ناقل مشارك صوديوم/جلوكوز 2 (SGLT2) مِثل دواء كاناجليفلوزين وَداباغليفلوزين وَأمباغليفلوزين (تعرف مُجتمعة تحت اسم جليفلوزين).